# З̌
Cette page contient des caractères spéciaux ou non latins. S’ils s’affichent mal (▯, ?, etc.), consultez la page d’aide Unicode.
З̌ (minuscule : з̌), appelé zé caron, est une lettre additionnelle de l’alphabet cyrillique utilisée en nganassane et shughni. Elle est composée du zé ‹ З › diacrité d’un caron.

## Représentation informatique
Le zé caron peut être représenté avec les caractères Unicode suivants :
- décomposé (cyrillique, diacritiques)[1],[2] :

| formes    | représentations | chaînes de caractères | points de code | descriptions                                     |
| --------- | --------------- | --------------------- | -------------- | ------------------------------------------------ |
| capitale  | З̌               | З◌̌                    | U+0417 U+030C  | lettre majuscule cyrillique zé diacritique caron |
| minuscule | з̌               | з◌̌                    | U+0437 U+030C  | lettre minuscule cyrillique zé diacritique caron |